# Přečerpávací vodní elektrárna Dalešice
Přečerpávací vodní elektrárna Dalešice (EDAL) je vodní dílo na řece Jihlavě. Nachází se u paty hráze vodní nádrže Dalešice a spodní nádrž elektrárny tvoří vodní nádrž Mohelno. Dílo bylo vybudováno jako součást komplexu JE Dukovany (EDU). Výkon elektrárny po modernizaci a rekonstrukci v roce 2007 dosahuje 480 MW. V případě vážného výpadku elektřiny typu blackout, zajistí PVE Dalešice EDU elektřinu minimálně pro chlazení jaderných reaktorů, případně pro restart elektrárny po blackoutu.

## Parametry
- typ elektrárny – přečerpávací, špičková
- rok uvedení do provozu – 1978
- rekonstrukce a modernizace – 2007[2]
- celkový výkon 480 MW
- objem nádrže – 127 mil. m³
- spád – 90,7 - 60,5 m
- počet turbín – 4
- typ turbín – reverzní Francisova
- výkon turbíny – 120 MW
- max. průtok vody turbínou – 150 m³/s
- otáčky – 136 ot/min
- průměr oběžného kola 6000 mm

## Provoz

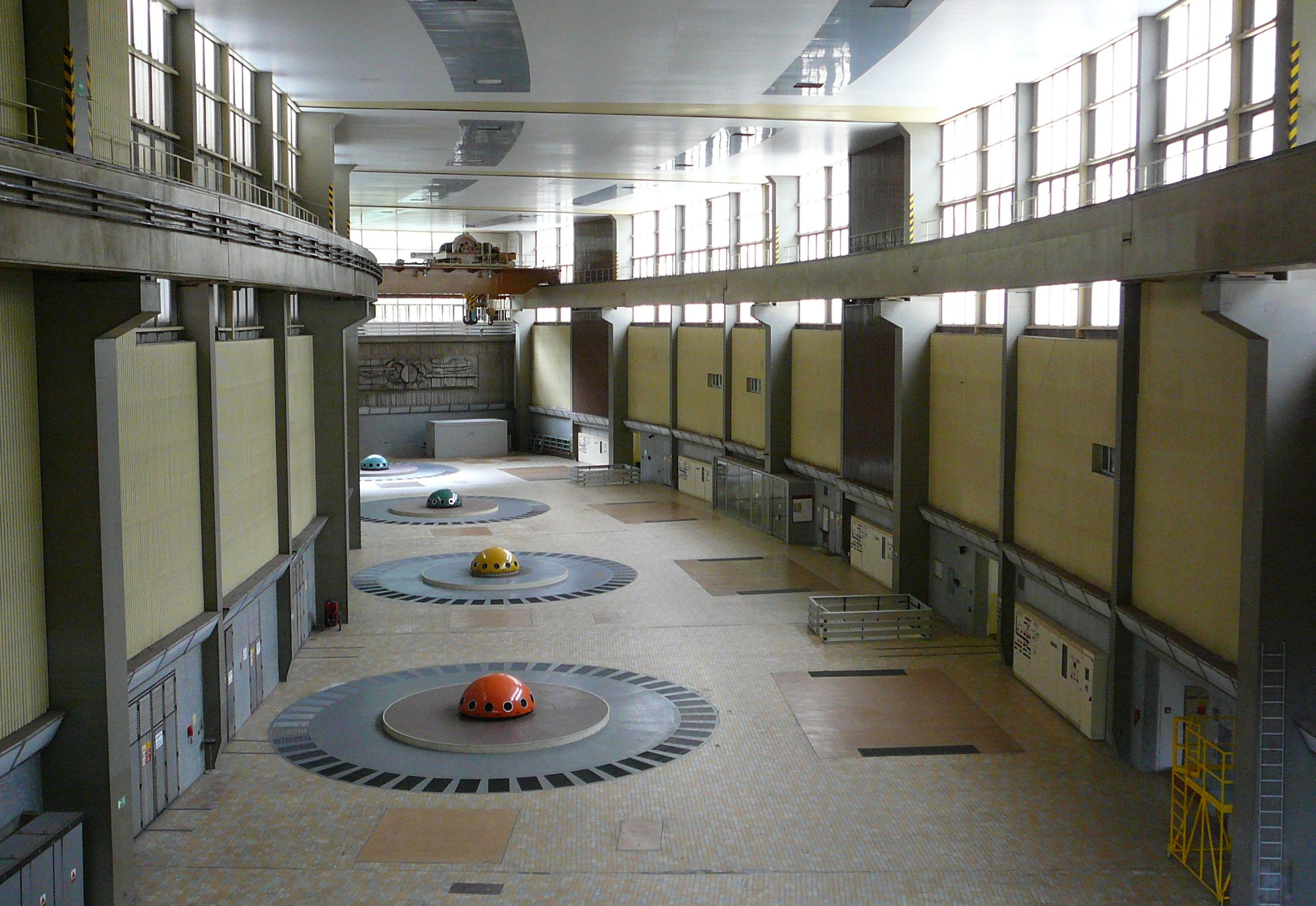
Strojovna PVE Dalešice s čtyřmi Francisovými turbínami

Vodní dílo Dalešice bylo postaveno v letech 1970 až 1978. Přečerpávací vodní elektrárna byla spouštěna postupně, první blok v dubnu 1978, další v srpnu, třetí v září a poslední blok byl spuštěn 15. prosince 1978.
V roce 2007 byla dokončena rekonstrukce všech turbín a byl zvednut výkon z původních 450 MW na 480 MW. Střídavě je používáno obvykle pouze jedno či dvě soustrojí, všechny čtyři jen velmi zřídka. Naposledy při povodních v roce 1997 a 2003, kdy byly mimo provoz některé uhelné elektrárny a řada vodních, v roce 2003 byl shodou náhod odstaven i jeden blok jaderné elektrárny Dukovany. Všechny mohou jet současně maximálně dvě hodiny, neboť mají velkou spotřebu vody. 

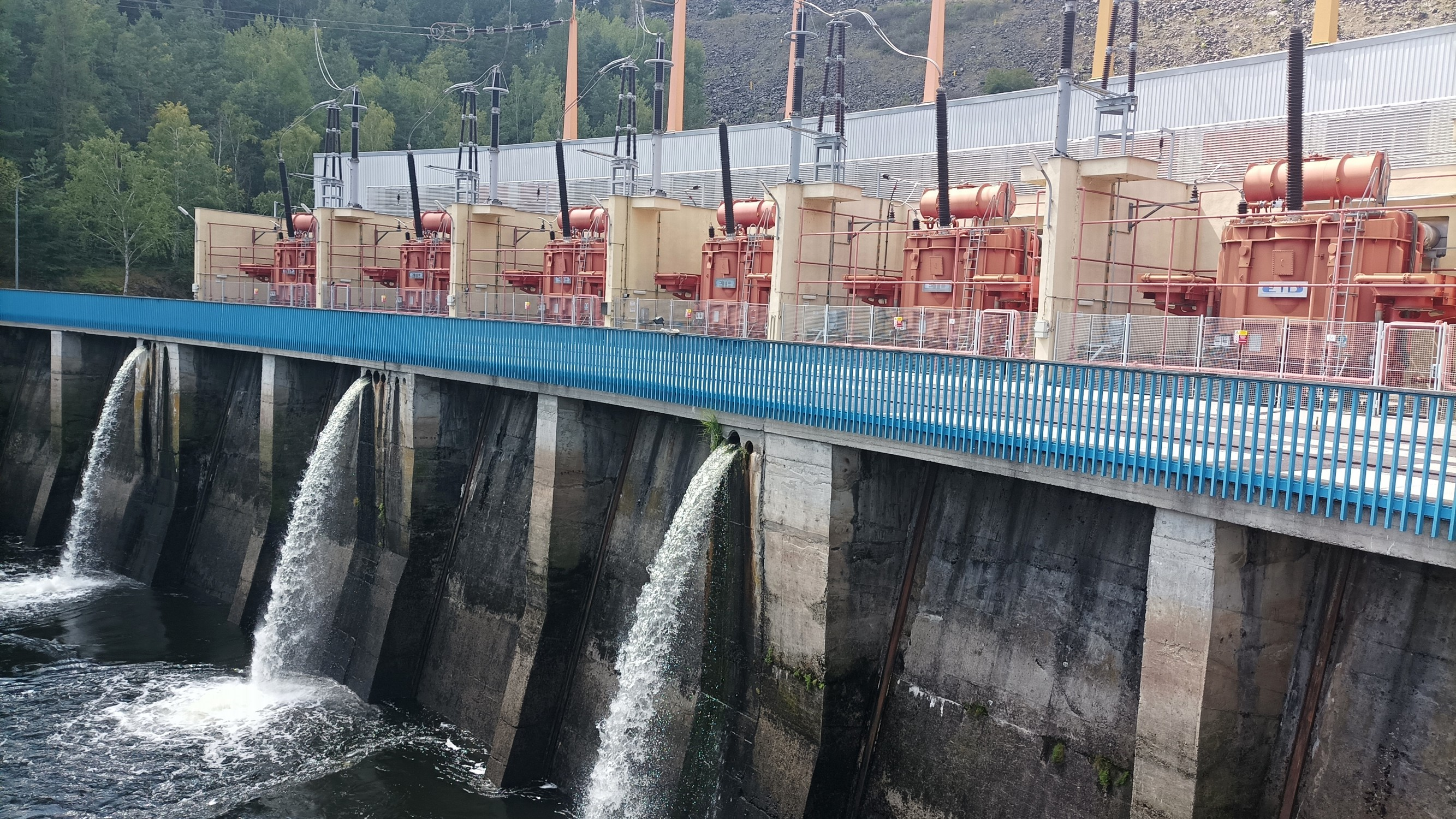
Hráz přehrady s blokovými transformátory, výtok do nádrže Mohelno

Na turbíny přivádí vodu čtyři ocelová potrubí spojující vtokový objekt s elektrárnou. Turbínové uzávěry jsou tvořeny hydraulicky ovládanými klapkami a elektrárna s rozvodnou jsou umístěny u paty hráze. Pro výrobu energie, i jako pohon v čerpadlovém režimu, jsou použity synchronní generátory s napětím 13,8 kV a obousměrným točením. Napětí 13,8 kV je dále pro přenos zvýšeno blokovými transformátory na napěťovou hladinu 420 kV.
Z klidové fáze se PVE Dalešice rozjede na plný výkon za 55 sekund, díky čemuž je to nejrychleji nabíhající PVE v ČR. Plní nezastupitelnou úlohu regulace v celostátním energetickém systému i jako rezerva. Elektrárna obsahuje vlastní, plně funkční velín, běžně je ale dálkově ovládána z centrály v Praze a funguje tak pouze s minimální obsluhou. Za účelem napájení soustrojí pro jejich rozběh v případě ostrovního provozu je v dolní nádrži Mohelno zřízena průtočná elektrárna se dvěma soustrojími o celkovém výkonu 1,8 MW. Pro úplné vypuštění v případě potřeby slouží původní štola, kterou byla při stavbě odváděna voda z řeky; nádrž by byla vypuštěna zhruba za dva týdny.
V roce 2015 došlo k rekonstrukci a zavedení nového řídicího systému elektrárny, došlo také k vyměnění kontrolního zařízení elektrických rozvoden. V roce 2020 překonala elektrárna rekord v množství vyrobené energie za rok.